# Benjani Mwaruwari
Benjamin „Benjani” Mwaruwari (ur. 13 sierpnia 1978 w Bulawayo) – zimbabwejski piłkarz występujący na pozycji napastnika, były reprezentant kraju.